# ダニエレ・ガッロッパ
ダニエレ・ガッロッパ（Daniele Galloppa, 1985年5月15日 - ）はイタリア・ローマ出身の元サッカー選手、現サッカー指導者。選手時代のポジションはミッドフィルダーで、イタリア代表であった。

## 経歴

### クラブ
地元ローマのサッカークラブ、ASローマのユース出身。1994年にユースに入っている。しかしトップチームでの出場はなく、2004-05シーズン以降、トリエスティーナ、アスコリ、シエーナとレンタル移籍を繰り返すことになる。
シエナ時代の2007年2月17日、ACミラン戦でセリエAデビューを果たした。その後、2008年7月までにレンタル移籍先のシエーナが全ての保有権を獲得。2009年6月には、パルマFCへ共同保有で移籍した。初年度の2009-10シーズンはリーグ戦で34試合に出場し主力の一人となったが、2010年8月のプレシーズンマッチで左膝の前十字靭帯を損傷し、5カ月間の離脱を余儀なくされた。その後も2012年10月に再び左膝の十字靭帯、2013年7月には右膝の前十字靭帯を損傷するなど、大怪我に見舞われ続けた。
パルマの破産に伴い、2015年9月8日にセリエBのモデナFCと契約した。しかし、2016年2月には右膝の十字靭帯を損傷。自身4度目となる膝の大怪我で、2015-16シーズンの残り試合を欠場することとなった。

### 代表
年代別のイタリア代表にも多く選出。U-20代表として2005 FIFAワールドユース選手権、U-23代表として2008年のトゥーロン国際大会などに出場した。
2009年6月6日、親善試合の北アイルランド代表戦にてA代表デビューを飾った。

## 人物
インテリスタ（インテルファン）の家庭で育った為、本人も子供の頃からインテリスタを公言しており、インテル移籍を夢見ていた。